# 倒立V型エンジン

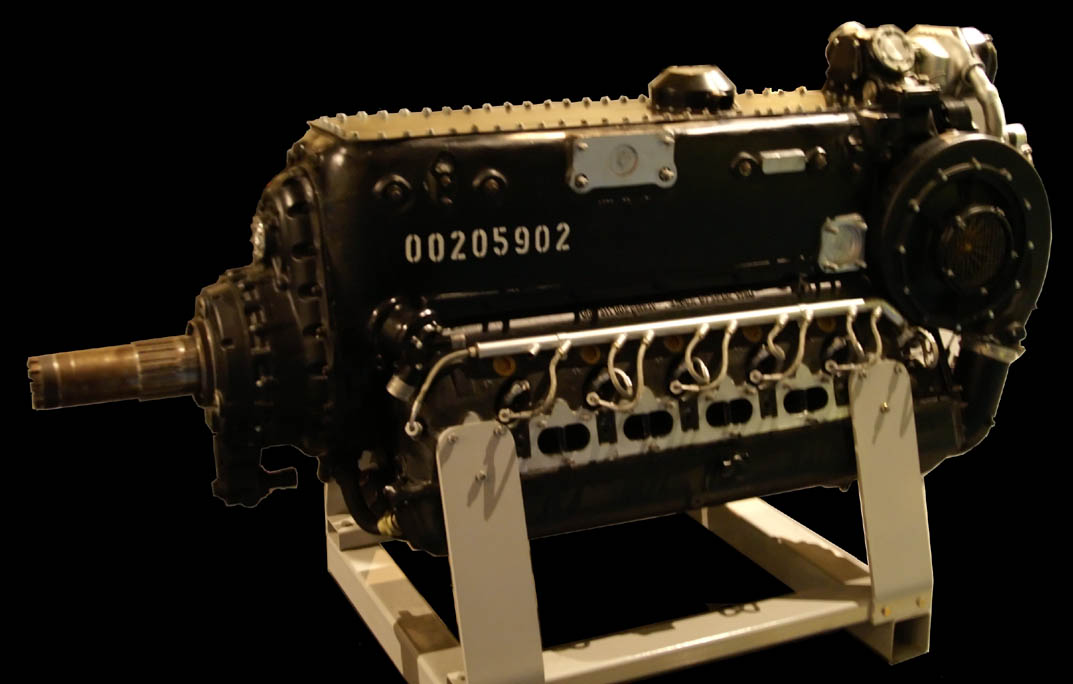
イギリス空軍博物館 (RAF museum) で保存されているDB 605エンジン

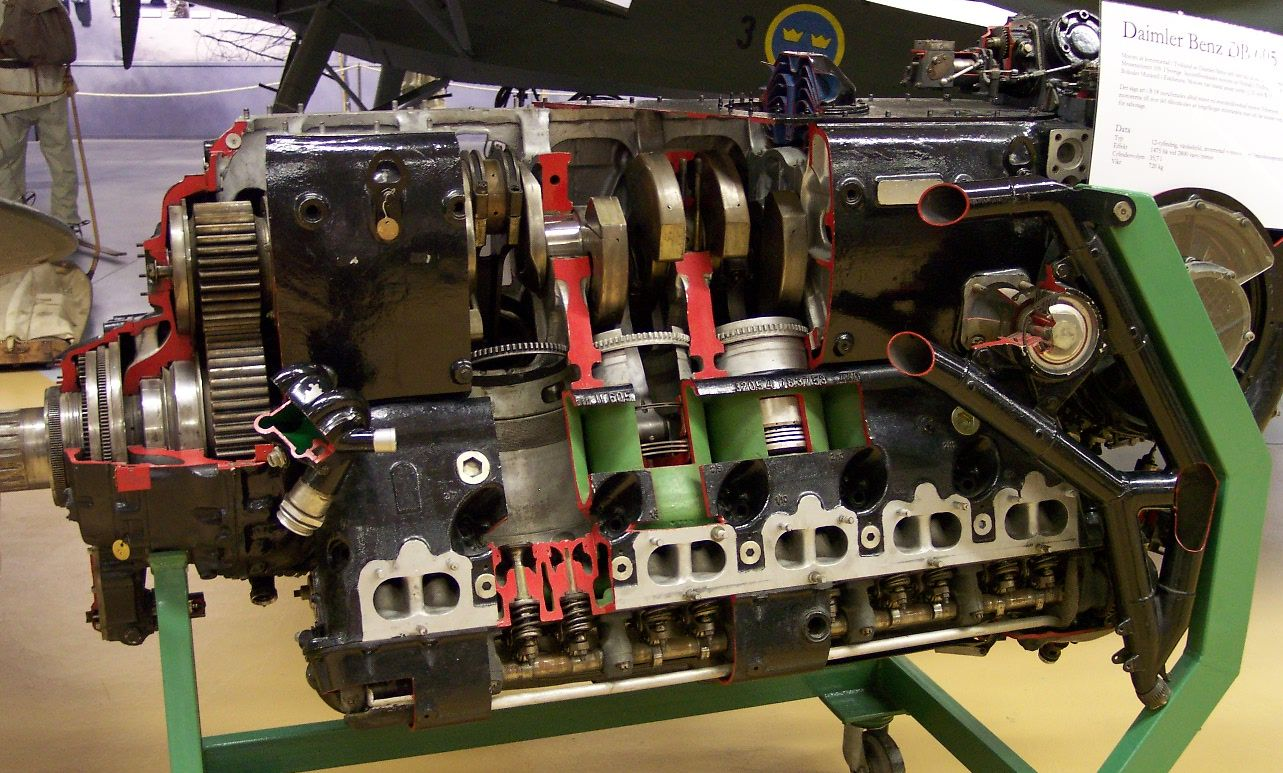
同エンジンのカットモデル
Vというよりハの字型になっている

倒立V型エンジン（とうりつブイがたえんじん）は、シリンダーがクランクシャフトに対して下方向、逆V字型（Λ型）に配置されたV型エンジンのことである。主に第二次世界大戦期の枢軸国側の航空用液冷V型12気筒エンジンに見られるが、液冷直列エンジンのほか、空冷エンジン（V8、V12）も存在する。

## エンジン形式としての特徴
エンジン形式としての特徴は以下の通り。
- 長所
  - 正立V型に比べ、重心を低くできる。
  - 液冷エンジンの場合、冷却液が、エンジン下部、すなわちもっとも高温になるシリンダーヘッド側から供給され、冷却液の温度上昇に伴いエンジン上部に移るという、自然対流の理にかなった方法を採れる。

- 短所
  - エンジンオイルが常にシリンダ側にたまることになり、シリンダから燃焼室へのオイルの濾過による損失が正立V型にくらべ大きい。

## 航空機エンジンとしての特徴
航空機（戦闘機）用エンジンとしての特徴は、以下の通り。
- 長所
  - 正立V型に比べ機首上部の幅が狭くなることにより前方下方視界が向上する。
  - シリンダーヘッドが機首下部に位置するため機首上部に機銃を装備するスペースが広く取れる。
  - プロペラ軸線が下がることによりプロペラ軸内機銃を装備したときの機体設計に及ぼす影響が少ない。正立V型では機銃の尾部がコックピットと干渉するため、コックピットの位置を後ろへずらすか、そのために全長を伸ばさざるを得ないなど、影響が大きい。
- 短所
  - プロペラ軸線が下がることにより、プロペラ先端の地面への接触を避けるには主脚を長くする必要がある。これにより重量増加と、離陸・着陸時の前方視界が悪化する。

## 運用
ナチス・ドイツ時代のドイツ空軍では、上記の長所に固執し、航空機用液冷エンジンにほとんどこのタイプを採用した。ダイムラー・ベンツおよびユンカースなどで製造され、イタリアや日本もダイムラー・ベンツの倒立V型エンジンをライセンス生産、戦闘機および艦上爆撃機エンジンとして使用している。

## 主な倒立V型エンジン
- ダイムラー・ベンツ
  - DB 600
  - DB 601
  - DB 603
  - DB 605
- ユンカース
  - ユモ210
  - ユモ211
  - ユモ213
- アルグス
  - As 10
  - As 410
  - As 411
- クライスラー
  - IV-2220

### ライセンス生産
- アルファロメオ
  - RA1000RC41（DB 601のライセンス生産品）
  - RA1050RC58（DB 605のライセンス生産品）
- 川崎航空機
  - ハ40（DB 601のライセンス生産品）
- 愛知航空機
  - アツタ（DB 600、DB 601のライセンス生産品）